# Frank Gray
Frank Gray (Glasgow, 27 ottobre 1954) è un ex calciatore e allenatore di calcio scozzese, di ruolo difensore.

## Biografia
Anche suo figlio Andrew è stato un calciatore.

## Carriera
È stato inserito fra i 100 Migliori giocatori del Leeds United.
Con la nazionale scozzese ha partecipato ai Mondiali di calcio 1982.

## Palmarès

### Giocatore

#### Competizioni nazionali
- Campionato inglese: 1

Leeds United: 1973-1974
- Third Division: 1

Sunderland: 1987-1988

#### Competizioni internazionali
- Coppa dei Campioni: 1

Nottingham Forest: 1979-1980
- Supercoppa UEFA: 1

Nottingham Forest: 1979

### Allenatore

#### Competizioni regionali
- Hampshire Senior Cup: 1

Farnborough Town: 2005-2006